# Javier Márquez

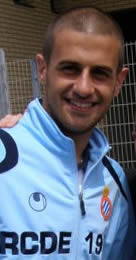
Javier Márquez

Javier Javi Márquez Moreno (Barcelona, 11 mei 1986) is een Spaans profvoetballer die doorgaans als middenvelder speelt. Hij verruilde Granada CF in februari 2017 voor New York Cosmos.

## Clubvoetbal
Márquez begon als clubvoetballer in de jeugdopleiding van Espanyol. Hij doorliep de verschillende jeugdelftallen en speelde vanaf het seizoen 2005/2006 in het tweede elftal. In 2009 werd Márquez met dit team kampioen van de regionale groep van de Tercera División, waarmee promotie naar de Segunda División B werd bewerkstelligd. Op 19 september 2009 debuteerde de middenvelder in de competitiewedstrijd tegen Deportivo de La Coruña in het eerste elftal van Espanyol. Het seizoen 2009/2010 eindigde voor Márquez voortijdig nadat hij in maart 2010 een beenbreuk opliep. In het seizoen 2010/2011 was hij een vaste waarde voor Espanyol. In de zomer van 2012 tekende hij een vierjarig contract bij RCD Mallorca. Sergio Tejera maakte de omgekeerde beweging. Hij debuteerde voor de eilandbewoners tegen z'n ex-club.

## Nationaal elftal
Márquez speelde in 2010 met het Catalaans elftal, tegen Honduras.